# Diogo Rangel
Diogo Santos Rangel (* 19. August 1991 in São Paulo), auch bekannt als Diogo Rangel, ist ein brasilianischer Fußballspieler.

## Karriere

### Verein
Diogo Rangel erlernte das Fußballspielen in den Jugendmannschaften von Associação Portuguesa de Desportos, CR Vasco da Gama und Palmeiras São Paulo. Im Januar 2012 ging er nach Osttimor. Hier unterschrieb er in Dili einen Vertrag bei Karketu Dili. Bei dem Verein stand er bis Anfang November 2012 unter Vertrag. Am 8. November 2012 verpflichtete ihn der indonesische Erstligist Sriwijaya FC. Von Mai 2013 bis Dezember 2013 wurde er an den ebenfalls in der ersten Liga spielenden Gresik United FC verliehen. Im Mai 2014 ging er nach Südkorea, wo ihn der Zweitligist Daejeon Citizen FC. Für das Fußballfranchise aus Daejeon bestritt er ein Zweitligaspiel. Nach zwei Monaten wechselte er im Juli 2014 zum Ligakonkurrenten Gangwon FC. Hier stand er bis Saisonende 2014 unter Vertrag. Zu Beginn der Saison 2015 zog es ihn im Januar 2015 nach Thailand, wo ihn der Erstligist Osotspa M-150 Samut Prakan FC unter Vertrag nahm. Nach der Hinrunde ging er im Juli 2015 wieder in seine Heimat zurück. Hier spielte er bis Jahresende 2015 für den CA Bragantino. Im Januar 2016 ging er zum zweiten Mal nach Thailand. Hier nahm ihn der Zweitligist Songkhla United unter Vertrag. Nach einer Spielzeit kehrte er im Januar 2017 wieder nach Brasilien zurück. Bis Mitte 2018 spielte er für die brasilianischen Vereine Botafogo FC, AD São Caetano und AA Anapolina. Von 2018 bis April 2019 spielte er für den osttimorschen Verein Boavista Futebol Clube Timor-Leste und den moldawischen Verein FC Zaria Bălți. Über die brasilianische Station Sampaio Corrêa FC ging er Mitte Juli 2019 zum Lee Man FC nach Hongkong. Mit dem Verein spielte er viermal in der ersten Liga. Von Januar 2020 bis Anfang Februar 2021 war er vertrags- und vereinslos. Von Februar 2021 bis Mitte Juli 2024 spielte er für die brasilianischen Vereine Toledo EC, Comercial FC, Boavista SC, Betim Futebol, EC Novo Hamburgo, EC Internacional und Boa EC. Mitte Juli 2024 zog es ihn wieder nach Thailand. Hier verpflichtete ihn der Zweitligist Samut Prakan City FC. Für den Club aus Samut Prakan bestritt er bis Jahresende 15 Ligaspiele. Im Januar 2025 kehrte er wieder nach Brasilien zurück. Hier nahm ihn der EC São Bento aus Sorocaba unter Vertrag.

### Nationalmannschaft
Diogo Rangel spielte von 2015 bis 2016 achtmal für die osttimoresische Nationalmannschaft.

## Sonstiges
Obwohl Diogo Rangel keinerlei Verbindung zu Osttimor hatte, wurde er eingebürgert und absolvierte von 2015 bis 2016 acht Länderspiele. Am 22. März 2017 wurde vom osttimorischen Justizministerium die Einbürgerung für nichtig erklärt, da diese durch die Verwendung gefälschter Dokumente erlangt wurde.